# 繃帶俱樂部
《繃帶俱樂部》是日本小說家天童荒太的小説。2007年改編為同名電影。

## 故事設定
女高中生笑子在父母離婚后過著普通的打工生活。偶然契機下在醫院屋頂遇到一個說奇怪關西腔的少年迪諾。迪諾為笑子受傷的場所包紮繃帶，這個舉動撫平了笑子的傷口。笑子、迪諾、基摩、志緒組成「繃帶俱樂部」，為每個有傷口的人，在受傷的場所包上繃帶治療。

## 電影
全篇在群馬縣高崎市拍攝。2007年9月15日東映204家影院上映，片長118分鐘。放映3週結束，票房收入1.5億日圓。電影內容得到很高的評價，獲2007年度藍絲帶獎十佳電影、最佳導演提名（堤幸彦）。

### 主演演員
- 井出埜辰耶（迪諾）：柳樂優彌
- 騎馬笑美子（笑子）：石原里美
- 柳元紳一（基摩）：田中圭
- 丹沢志緒美（志緒）：貫地谷詩穗梨
- 本橋阿花里（天波）：關惠美
- 芦沢律希（律希）：佐藤千亜妃

### 工作人員
- 導演：堤幸彦
- 編劇：森下佳子
- 音楽：HUMBERT HUMBERT
- 主題歌：高橋瞳「強くなれ」
- 製片人：兵頭秀樹、大岡大介、野村敏哉
- 演出：神康幸、植田博樹
- 行政部門製片人：中野匡人
- 企画：中村理一郎、濱名一哉、遠藤茂行、細野義朗、菅井敦、長坂信人
- 撮影：唐澤悟
- 照明：木村明生
- 美術：鈴木絢子
- 編集：大野昌寛
- 配給：東映
- 製作：電通、TBS、東映、S･D･P、ホリプロ、筑摩書房、オフィスクレッシェンド

## 外部連結
- 電影官方網站 （页面存档备份，存于）（日語）